# Serraval
Serraval är en kommun i departementet Haute-Savoie i regionen Auvergne-Rhône-Alpes i sydöstra Frankrike. Kommunen ligger i kantonen Thônes som tillhör arrondissementet Annecy. År 2022 hade Serraval 745 invånare.

## Befolkningsutveckling
Antalet invånare i kommunen Serraval
| Referens: INSEE |